# Vaz de Melo
Clã mineiro, também grafado Vaz de Mello, de origem nos Melo portugueses que passando pelo Nordeste do Brasil, ali fixaram parte de seus ramos, seguindo mais adentro do país, rumo a Minas Gerais, Rio de Janeiro, São Paulo, em seguida aos outros estados.

## Origens
Nem todo Vaz de Melo ou Vaz de Mello pertence a este tradicional clã, pois as grandes populações hoje existentes nas cidades mineiras ocasionaram a associação dos sobrenomes Vaz e Melo, talvez até mesmo por conveniência, uma vez que neste Estado, para não dizer em todo o Brasil, existe uma tendência antropológica em buscar maior projeção para a família, senão por cargos ou títulos, então pela tradição.
Podemos porém, fixar limites à família Vaz de Melo bem como determinar seus parentes conhecidos mais próximos, nos seguintes perímetros:
- Vaz de Melo e Ferreira de Melo, relacionados a cidades como Pará de Minas e Belo Horizonte, sendo o veio belorizontino descendente do outrora deputado federal José Alves Ferreira de Melo, bem como de outros Vaz de Melo oriundos de Pará de Minas.
- Melo Cançado, oriundos de Pará de Minas, também migrados a Belo Horizonte, sendo um de seus maiores expoentes o Prof. Melo Cançado.
- Melo Franco, oriundos de Paracatu, migrados a Belo Horizonte, dos quais é um dos maiores representantes o outrora advogado Afonso Arinos de Melo Franco, estariam também associados aos Caldeira Brant por seus ancestrais.
- Ribeiro Melo, oriundos de Dores do Indaiá, migrados a Belo Horizonte.

Entre outros veios derivados e variantes dos acima referidos.
Nota-se ainda que esse clã se difunde mão apenas ao longo de toda a parte central de Minas Gerais, como acima de tudo ao longo do Quadrilátero Ferrífero e do Circuito do Ouro, mas está também presente no Noroeste de Minas, e outras regiões, e hoje já é um clã bastante difundido não apenas por Minas Gerais, como também por outros Estados do Brasil.

## Dos ofícios
À medida que se consolida no poder mediante cargos como os de advogados, juristas, políticos, professores, empresários e cientistas, adquirindo projeção social e importância para o desenvolvimento, esse clã, vai se consolidando como oligarquia, mas não como uma oligarquia rural, pois não faziam parte explícita da chamada Política do café-com-leite, já que não eram agropecuaristas, mas sim como industriários, investindo em setores diversificados, não raro pioneiros, como faz o deputado José Alves Ferreira de Melo ao ser um dos preconizadores da indústria têxtil em Minas Gerais.
É após suas ascensões políticas, que seus membro adqui
rem grandes propriedades de terras, e não raro o fazem com fins muito mais empresariais, buscando a diversificação de suas atividades ou a implementação de planos de industrialização, do que para o mero acúmulo de terras ao sistema latufundiário como o fizeram muitas das chamadas oligarquias rurais brasileiras ao longo de séculos.

## Influências
É atribuído a este clã um dos principais apoios que o outrora governador de Minas Gerais e outrora presidente do Brasil, Artur Bernardes teve para ascender a esses cargos. A participação coligativa desse clã, lhe parece ter sido de enorme valor, e se torna compreensível antropológica e historicamente quando se percebe que sua esposa,Clélia Vaz de Mello, era filha do Senador, do Império e da República, Carlos Vaz de Mello,  e sobrinha do deputado federal José Alves Ferreira de Melo com o qual manteve estreita ligação não apenas durante seus governos, como também durante seu exílio.
Por outro lado, as contribuições de Afonso Arinos de Melo Franco, não apenas como advogado e jurista, mas como folclorista são inegáveis.

## Desdobramentos
Além das vinculações ancestrais a outras das chamadas Tradicionais Famílias Mineiras, o clã dos Vaz de Melo também em diversos momentos de sua história vai se vincular ao também poderoso clã dos Monteiro de Barros, não raro através de seu tronco Miranda de Lima, que: em Belo Horizonte deriva de Adelaide de Miranda Lima e Paula, descendente direta do Barão de Paraopeba, através de seu casamento com o geólogo, político e jornalista Joaquim Francisco de Paula, ramo esse, que é primo dos Lima de Nova Lima descendentes do célebre Augusto de Lima que dá nome a esse município. A junção entre os Vaz de Melo e os Monteiro de Barros, nesse veio, se dá através do casamento do engenheiro João Fulgêncio de Paula com a então filha do deputado José Alves, Vera Vaz de Melo, mas o mesmo tipo de proximidade de sangue se perceberá em outros veios.
Atribuímos isso em muito à semelhança de posicionamentos políticos e sociais entre os clãs Vaz de Melo e Monteiro de Barros, que se relacionam muitas vezes como juristas ou políticos, e vão desenvolver atividades empresariais de grande porte, os primeiros como industriários, os segundos como mineradores e fazendeiros auríferos.

## Acervos Museográficos
- Acervo do Projeto Sangue e Terra, SAM - Salas de Acervos Materiais, Departamento de Pesquisa, da Clio Museu de Cultura Material: bibliografias, documentos, e imagens, situada à cidade de Nova Lima, MG. Clio Museu de Cultura Material. Consulta in loco.